# Venta del Viso
La Venta del Viso (o simplemente El Viso) es una entidad singular de población y pedanía española perteneciente al municipio de La Mojonera, en la provincia de Almería, que forman los núcleos de la Urbanización Felix, San Nicolás Bajo, Venta del Cosario y San Nicolás Alto. Está situada en la parte oriental de la comarca del Poniente Almeriense. Cerca de esta entidad se encuentran las localidades de La Cimilla, Las Cantinas, La Redonda, San Silvestre, la Puebla de Vícar y El Llano

## Demografía
Según el Instituto Nacional de Estadística de España, en el año 2024 la Venta del Viso contaba con 1811 habitantes censados, lo que representa el 20,87% de la población total del municipio. Se distribuyen de la siguiente manera:
| Unidad poblacional | Hab. |
| ------------------ | ---- |
| Urbanización Felix | 1094 |
| San Nicolás Bajo   | 141  |
| Venta del Cosario  | 103  |
| San Nicolás Alto   | 71   |
| diseminado         | 402  |
| TOTAL              | 1811 |

### Evolución de la población
| Gráfica de evolución demográfica de Venta del Viso entre 2014 y 2024 |
|                                                                      |
| Datos según el nomenclátor publicado por el INE.                     |

## Comunicaciones

### Carreteras
Las principales vías de comunicación que transcurren por esta entidad son:
| Identificador | Denominación                                                 | Itinerario                      |
| ------------- | ------------------------------------------------------------ | ------------------------------- |
| A-7           | Autovía del Mediterráneo                                     | Algeciras - Barcelona           |
| N-340A        | Carretera del Mediterráneo                                   | Cádiz - Barcelona               |
| AL-3302       | De la N-340A en Venta del Cosario a la A-1050 en La Mojonera | Venta del Cosario - La Mojonera |

Algunas distancias entre la Venta del Viso y otras ciudades:
| Ciudades    | Distancia (km) |
| ----------- | -------------- |
| La Mojonera | 7              |
| El Ejido    | 11             |
| Almería     | 23             |
| Granada     | 141            |
| Jaén        | 231            |
| Murcia      | 242            |

## Cultura

### Fiestas
Sus fiestas populares se celebran cada año el segundo fin de semana de septiembre en honor a Santa María, patrona de la entidad.